# Hyalobagrus
Hyalobagrus es un género de peces actinopeterigios de agua dulce, distribuidos por ríos y lagos de Asia.

## Especies
Existen tres especies reconocidas en este género:
- Hyalobagrus flavus Ng y Kottelat, 1998
- Hyalobagrus leiacanthus Ng y Kottelat, 1998
- Hyalobagrus ornatus (Duncker, 1904)